# Post miserabile
Post Miserabile je papeška bula, ki jo je napisal papež Gregor VIII. leta 1185 in s katero je pozival k križarski vojni.